# Cidinho 7 Cordas
Cidinho 7 Cordas, nome artístico de Lyzias Rodrigues de Oliveira (Alegre, 9 de setembro de 1939) é um instrumentista, compositor e arranjador brasileiro. Acompanhou artistas da música popular brasileira como Silvio Caldas, Clara Nunes, Dona Ivone Lara, João Nogueira, Beth Carvalho, Emilinha Borba, Marlene, Sivuca, Elizeth Cardoso, Roberto Silva, entre outros.